# Episodi di Super Hero Squad Show (prima stagione)
La prima stagione della serie televisiva Super Hero Squad Show è andata in onda negli USA nel 2009. In Italia è stata trasmessa su Nickelodeon dal 26 aprile 2010 e su Rai Due dal 13 novembre.
| nº | Titolo originale                          | Titolo italiano (Disney+)                 | Prima TV USA      |
| -- | ----------------------------------------- | ----------------------------------------- | ----------------- |
| 1  | And Lo... A Pilot Shall Come!             | Avvolti da un'insolita brezza sotterranea | 14 settembre 2009 |
| 2  | To Err is Superhuman!                     | Errare è Super-Umano                      | 14 settembre 2009 |
| 3  | This Silver, This Surfer!                 | Silver Surfer nei guai                    | 26 settembre 2009 |
| 4  | Hulk Talk Smack!                          | Il nuovo Hulk                             | 3 ottobre 2009    |
| 5  | Enter: Dormammu!                          | Il potere della magia                     | 10 ottobre 2009   |
| 6  | A Brat Walks Among Us!                    | Una marmocchia a piede libero             | 17 ottobre 2009   |
| 7  | Oh Brother!                               | A che servono i fratelli                  | 2 gennaio 2010    |
| 8  | From the Atom... It Rises!                | La potenza dei Buchi Neri                 | 20 ottobre 2009   |
| 9  | Night in the Sanctorum!                   | Notte al Sancta Santorum                  | 21 ottobre 2009   |
| 10 | This Forest Green!                        | La foresta verde                          | 22 ottobre 2009   |
| 11 | O, Captain, My Captain!                   | Una squadra... in regola                  | 23 ottobre 2009   |
| 12 | If This Be My Thanos!                     | Un intrigo... spaziale                    | 24 ottobre 2009   |
| 13 | Deadly Is The Black Widow's Bite!         | Trasformazioni pericolose                 | 25 ottobre 2009   |
| 14 | Tremble at the Might of... M.O.D.O.K.!    | Io sono il possente Modok!                | 7 novembre 2009   |
| 15 | Mental Organism Designed Only for Kisses! | MS Marvel innamorata                      | 14 novembre 2009  |
| 16 | Invader From the Dark Dimension!          | Invasione dalla Dimensione Oscura         | 21 novembre 2009  |
| 17 | Tales of Suspense!                        | L'amico ritrovato                         | 5 dicembre 2009   |
| 18 | Stranger From a Savage Land!              | Il quarzo stella che viene da lontano     | 12 dicembre 2009  |
| 19 | Mysterious Mayhem at Mutant High!         | Ritorno a scuola                          | 19 dicembre 2009  |
| 20 | Election of Evil!                         | Il governo di Testa d'Uovo                | 26 dicembre 2009  |
| 21 | Hexed, Vexed and Perplexed!               | Incantato, combattuto e perplesso         | 9 gennaio 2010    |
| 22 | The Ice Melt Cometh!                      | Inondazione globale                       | 23 gennaio 2010   |
| 23 | Wrath of the Red Skull!                   | L'ira di Teschio Rosso                    | 30 gennaio 2010   |
| 24 | Mother of Doom!                           | La decisione di Odino                     | 6 febbraio 2010   |
| 25 | Last Exit Before Doomsday!                | Ultimatum!                                | 13 febbraio 2010  |
| 26 | This Al Dente Earth!                      | Galactus il buongustaio                   | 20 febbraio 2010  |